# ビッグ・アップル (カクテル)
ビッグ・アップルは、ウォッカベースのカクテルの一種である。ソルティ・ドッグのグレープフルーツ・ジュースをアップル・ジュースに変えてスノースタイルを割愛したカクテルだが、この名前はあまり知られていない。それはこのカクテルが単にウォッカ・アップルもしくはウォッカ・アップルジュースと呼ばれることが多いからと考えられている。

## 標準的なレシピ
- ウォッカ：45 ml（ミリリットル）[1]
- アップル・ジュース：適量[1]

### 作り方
グラスに氷を入れてから、材料を全てグラスに入れステアする。

### 備考
- グラスに適切なサイズに切ったリンゴを飾ることもある。
- 使用するウォッカを一般のものでなく、ズブロッカを使用した場合、シャルロッカと呼ばれる。
- ベースとなるウォッカの量は30 mlと指定している文献もある[2]。

### この節の参考文献
- 荻野 修一 監修 『おうちカクテル150』 主婦の友社 2010年7月31日発行 ISBN 978-4-07-272796-6

## その他のレシピ
日本では、上記にもある通り、ウォッカのアップル・ジュース割りというレシピが有名だが、全く異なるレシピのビッグ・アップルも存在する。こちらは、シャンパンとアップル・ブランデーを用いて作る。
- シャンパン：120 ml
- アップル・ブランデー：30 ml

### 作り方
よく冷やしたシャンパンとアップル・ブランデーを、フルート型のシャンパン・グラスに注ぎ、軽くステアすれば完成である。

### 備考
- アップル・ブランデーには、カルヴァドスが指定されることもある。
- このカクテルにはシャンパンを使用するため、シャンパン1本分の代金を請求される場合がある。シャンパンは、一度栓を開けてしまうと、保存がきかないためである。

### この節の参考文献
- 花崎 一夫 監修 『自分でつくる おいしいカクテル』 永岡書店 2000年9月10日発行 ISBN 4-522-41081-6

## バリエーション
- ベースのウォッカをジンに変えると「ジン・アップル」
- ベースをクレーム・ド・カシスに変えると「カシス・アップル」

両者ともビッグアップル同様一般的にはあまり知られていないカクテルであり、居酒屋の一部でメニューに取り上げられている程度である。ただしカシス・アップルは一部のカラオケボックスやメイド喫茶のメニューにも取り上げられている。